# Podgaće
Podgaće – wieś w Chorwacji, w żupanii istryjskiej, w gminie Lanišće. W 2011 roku liczyła 52 mieszkańców.